# Maria Antónia Fiadeiro
Maria Antónia Fiadeiro (Lisboa, 1942 - 31 de março de 2023), foi uma jornalista, escritora e feminista portuguesa. Defensora do direito ao aborto, escreveu em 1978 o livro Aborto - o crime está na lei. Foi pioneira dos estudos feministas em Portugal.         

## Biografia
Maria Antónia Fiadeiro nasceu na capital portuguesa em 1942.  Filha dos activistas anti-fascistas Stella Piteira Santos e Inácio Fiadeiro, mudou-se com a mãe para a Amadora após a separação dos pais, onde ficou morar com ela e com o seu padrinho e padrasto, o político Fernando Piteira Santos. 
Encontrava-se a estudar filosofia na Faculdade de Letras da Universidade de Lisboa quando se envolveu activamente na Crise Académica de 1962, ao prestar apoio aos estudantes em greve de fome na cantina da cidade universitária, motivo pelo qual acabou por ser presa pela primeira vez pela PIDE. 
Dois anos mais tarde, decidiu partir para o exílio com o então marido, Alfredo Nascimento. Depois da Argélia, onde se encontravam exilados a mãe e o padrasto, partiram para Paris. Foi nesta cidade que nasceram os seus dois filhos mais velhos, um deles, o coreógrafo João Fiadeiro.  Seguiram para o Brasil, onde frequentou a Pontifícia Universidade Católica de São Paulo, formando-se em filosofia em 1970.  Lá voltou a ser presa por razões políticas. 
Foi em São Paulo que deu inicio à sua carreira de jornalista, tendo escrito para a Gazeta de São Paulo. Também trabalhou na Rádio Eldorado, onde estava encarregada de organizar as noticias para sempre lidas e era a única mulher. 
No dia 26 de Novembro de 1972, regressou a Portugal com os filhos. Foi novamente presa pela PIDE, no aeroporto, e levada para a prisão de Caxias, onde ficou um mês. 
Após sair da prisão, assumiu o cargo de directora literária nas Publicações Europa-América.  Conheceu Maria Antónia Palla, jornalista do jornal O Século, na apresentação de um livro do autor Manuel Puig. Foi através dela que concorreu a uma vaga na revista Modas e Bordados, tendo conseguindo o lugar ao escrever um artigo sobre a escritora Albertina Sarrazim. Começou a trabalhar lá em 1974, sob a chefia de Maria Antónia Sousa. 
No ano seguinte, foi nomeada chefe da redacção da revista e ofereceu a Maria Lamas o cargo de directora honorária, dedicando-lhe um número especial da revista, que sobre a sua alçada passou a chamar-se Mulher - Modas e Bordados e assumiu uma faceta feminista. 
Foi com Maria Antónia Palla e Maria Antónia de Sousa que, em 1977, subiu à direcção do Sindicato dos Jornalistas. A partilha dos primeiros nomes levou Maria de Lurdes Pintasilgo, a utilizar a formula aplicada às autoras das Novas Cartas Portuguesas, conhecidas como As Três Marias e atribui-lhes o nome de As Três Antónias. 
Feminista, Maria Antónia Fiadeiro ocupou um papel de destaque na defesa da igualdade de género e da emancipação feminina, tendo participado activamente na fundação da Liga dos Direitos das Mulheres em 1986.  Fez parte da direcção nacional da Associação para o Planeamento Familiar (APF), de 1978 a 1981, e foi uma das responsáveis pelo boletim Planeamento Familiar, publicado trimestralmente pela associação.  Destacou-se também no campo da saúde sexual e reprodutiva, tendo escrito panfletos sobre contracepção para a Comissão da Condição Feminina e escrito o livro Aborto - o crime está na Lei, onde defende a despenalização. 
Ao longo da sua carreira trabalhou em vários jornais e revistas, nomeadamente: no suplemento Mulher do Diário de Noticias, no Diário de Lisboa, no Jornal de letras, Artes e Ideias, Casa e Decoração, Máxima. 
Maria Antónia Fiadeiro morreu a 31 de março de 2023, na sequência de uma paragem cardiorrespiratória, e foi cremada no Cemitério do Alto de São João, em Lisboa. 

## Obras Seleccionadas
Entre as suas obras encontram-se: 
- 1984 - Cadernos de Reportagem: Aborto, o Crime está na Lei, Relógio d'Agua Editores [23][24]
- 2001 - Mulheres século XX, 101 livros, co-autora Ana Cova, editado pela Câmara Municipal de Lisboa - Departamento da Cultura, ISBN: 9728695039 [25]
- 2003 - Maria Lamas (Biografia), Quetzal Editores, ISBN 9789725645512
- 2013 - Devo a mim próprio a memória da minha vida: Fernando Piteira Santos, editora Campo da Comunicação, ISBN 9789898465115 [26]
- 2020 - Artistas, artesãs, pioneiras, Editora Caixa Alta, ISBN 978-989-33-0553-9 [27]

## Ligações Externas
- Arquivos RTP | Programa E Agora Maria? para o qual Maria Antónia Fiadeiro foi entrevistada (1978)
- Arquivos RTP | Maria Antónia Fiadeiro entrevistada por Raquel Santos no programa Entre Nós (2003)